# David Reimer
David Reimer (Winnipeg, 22 de agosto de 1965 - Winnipeg, 4 de mayo de 2004) fue un canadiense que nació hombre, pero fue reasignado sexualmente a mujer después de que su pene fuera accidentalmente destruido durante una circuncisión médica cuando tenía ocho meses de edad. El psicólogo John Money, que supervisó su caso y consideró que la reasignación de Reimer había sido exitosa, quiso dar por probado con esto que la identidad de género se aprendía. Sin embargo, el sexólogo Milton Diamond constató que Reimer nunca se llegó a identificar con una mujer y que empezó a vivir como un hombre a la edad de 15 años. Reimer acabó haciendo público su caso para así evitar prácticas similares en el futuro y después de sufrir una fuerte depresión, agravada por problemas familiares y financieros, se suicidó en 2004.

## Historia
David Reimer nació con el nombre de Bruce, siendo gemelo con su hermano Brian, en la ciudad de Winnipeg, en Manitoba. A los hermanos se les diagnosticó fimosis a los seis meses de nacer, por lo que a los ocho meses se los circuncidó. El urólogo encargado de realizar la operación utilizó un método de cauterización con corriente eléctrica que abrasó el pene del bebé.
La preocupación de sus padres por que su hijo no fuera feliz y no pudiera tener una vida sexual normal sin pene les hizo tomar la determinación de llevarlo a Baltimore a la consulta de John Money en el hospital Johns Hopkins. Money era un psicólogo conocido por sus trabajos sobre los roles de género y el desarrollo sexual realizados a partir del estudio de pacientes intersexuales. Además, era uno de los impulsores de la teoría de la neutralidad de género, que sostenía que la identidad sexual se aprendía desde la infancia por aprendizaje social y que eso podía ser cambiado. El matrimonio Reimer había visto a John Money en el programa de televisión de noticias canadiense This Hour Has Seven Days en el que exponía sus teorías acerca del género. Tanto él como los médicos que trabajaban con niños con anomalías en sus genitales consideraban que el pene era irreemplazable pero que mediante cirugía se podía crear una vulva, teniendo Reimer más posibilidades de madurar sexualmente con éxito como chica que como chico.
Finalmente, Money convenció a los padres de que la reasignación de sexo iba a ser lo más beneficioso para Reimer, por lo que, cuando tenía 22 meses, se le practicó una orquidectomía, extirpándosele los testículos. Se lo sometió a un tratamiento de estrógenos y se le cambió el nombre por Brenda. 
Money se encargó de la cirugía y del apoyo psicológico y durante diez años estuvo viendo a Reimer una vez al año para evaluar el resultado de la operación y la reasignación. El caso de Reimer era único para estudiar la influencia del entorno en los papeles de género por dos motivos: primero, por su hermano gemelo, Brian, que podía servir como control del experimento al compartir genes, ambiente familiar y ambiente intrauterino y segundo, porque David era la primera persona sin ninguna anomalía en su diferenciación sexual a la que le habían reasignado su sexo.
Durante varios años, Money escribió sobre el caso (lo llamaba caso John/Joan), describiendo un aparente éxito del desarrollo de la personalidad femenina de David, lo que implicaba la viabilidad de la reasignación y de la reconstrucción quirúrgica incluso en personas que no eran intersexuales. Money escribió:

Su comportamiento es claramente como el de una niña, muy distinto de las maneras de chico de su hermano gemelo.

Las notas tomadas por un estudiante del laboratorio de Money durante las visitas anuales de control revelan que los padres de David Reimer mentían al personal del laboratorio acerca del éxito del experimento. El hermano gemelo, Brian, más tarde desarrolló esquizofrenia.
Para Reimer las visitas de control a Baltimore eran traumáticas más que terapéuticas. Cuando el psicólogo Money intentó convencer a la familia para implantar a Reimer una vagina mediante cirugía, esta abandonó las visitas de control. Desde que le practicaron la orquidectomía, orinaba a través de un agujero que le habían practicado en el abdomen. Al iniciar la pubertad le suministraron estrógenos para provocar el crecimiento de los pechos. Al dejar la familia de realizar las visitas periódicas, Money dejó de publicar sobre el caso, sin dar a entender que el experimento había fracasado.
Dos décadas después, Reimer escribió junto con John Colapinto cómo, al contrario de lo que había escrito John Money, durante el periodo que vivió como Brenda, nunca se identificó con una chica. Sus compañeros lo intimidaban y lo dejaban de lado y ni los vestidos de volantes (que se vio obligado a usar durante el gélido invierno de Calgary), ni las hormonas femeninas lo hicieron sentir mujer. A los 13 años, empezó a sufrir depresiones y les dijo a sus padres que se suicidaría si le obligaban a ver de nuevo al Dr. Money. Siguiendo el consejo del endocrinólogo y del psiquiatra, en 1980, sus padres le contaron la verdad acerca de su reasignación. A los quince años, Reimer decidió asumir un papel masculino y se puso de nombre David. En 1997, se había sometido a un tratamiento para revertir la reasignación, que incluía inyecciones de testosterona, una mastectomía doble y dos operaciones de faloplastia. También se casó con una mujer y se convirtió en el padrastro de sus tres hijos.
Su caso obtuvo repercusión internacional en 1997, cuando contó su historia a Milton Diamond, un sexólogo que lo convenció para que le dejara contar su historia y así evitar que se repitieran casos como el suyo. En diciembre de ese año, John Colapinto publicó en la revista Rolling Stone su caso. Después escribió un libro sobre este caso, As Nature Made Him: The Boy Who Was Raised as a Girl.

### Suicidio
Colapinto compartió los ingresos por la venta del libro con Reimer, lo que ayudó a su situación financiera. Sin embargo, Reimer tenía otro tipo de problemas. A la difícil relación con sus padres se sumó la muerte de su hermano Brian motivada por una sobredosis de antidepresivos el 1 de julio de 2002, incapaz de superar la culpa por haber salido bien de la circuncisión y asistir al sufrimiento de su gemelo. A eso se sumó la falta de empleo y la separación de su mujer Jane. El 2 de mayo de 2004 ella le dijo que quería separarse, provocando que David se fuera de casa y no volviera. El 4 de mayo la policía llamó a Jane para comunicarle que habían encontrado a su marido, pero no le quisieron decir dónde. Volvieron a llamar a las dos horas informándole de su suicidio. David había vuelto a casa aprovechando una ausencia de ella para coger una escopeta recortada. La mañana del día 4 aparcó su vehículo y dentro de él se disparó en la cabeza. El padre de Reimer, que había caído en el alcoholismo movido por el remordimiento, también se suicidó.

## Repercusión
La publicación del libro acabó influyendo en varias prácticas médicas, además de ayudar a comprender mejor la biología sexual. Una vez que su caso se conoció, empezó a declinar el número de reasignaciones con cirugía en personas con micropenes, con otras malformaciones o que hubieran perdido el pene en la infancia.
Su caso constituyó un apoyo para los científicos que consideran que las hormonas prenatales e infantiles influyen intensamente en la diferenciación del cerebro y la identidad sexual. También aparece un escepticismo en cuanto a las reasignaciones, aunque sean en personas intersexuales con deficiencias o insensibilidad a la testosterona. La Sociedad de Intersexuales de Norteamérica, que se opone a las reasignaciones involuntarias considera la historia de Reimer como una enseñanza de por qué no se deben modificar los genitales de los menores.